# Lugoskisfalu
 Lugoskisfalu (románul:  Victor Vlad Delamarina) falu Romániában, a Bánságban, Temes megyében, Victor Vlad Delamarina központja. Az első világháborúig Krassó-Szörény vármegye Lugosi járásához tartozott.

## Nevének változásai
1839-ben  Szatulmik,  1851-ben, 1873-1900 Szatumi, 1920-ban Satu-mic,   1930, 1941-ben Satumic, majd 1956-ban Satu-Mic, 1966-ban Satu Mic az elnevezése. Mai nevét a helység szülöttéről kapta.

## Népessége
- 1900-ban 5548 lakosából  4200 volt román, 1106 német, 145 magyar, 97 egyéb (46 szlovák )  anyanyelvű; 3093 ortodox, 1252 római katolikus, 1126 görögkatolikus, 50 református, 21 izraelita és 6 evangélikus  vallású.
- 2002-ben a 2913 lakosából 2107 volt román, 569 ukrán, 81 német, 73 cigány, 43 magyar és 40 egyéb, 2392 ortodox, 194 pünkösdista, 156 római katolikus, 73 görögkatolikus, 71 baptista és 27 egyéb vallású.

## Története
Határában Krisztus előtti században épült földvár nyomaira bukkantak. A törökök kiűzése után, 1717-ben említették legelőször. 1790-ben már volt temploma. A románok által benépesített faluba jelentős magyar telepítés történt a 20. század elején.

## Híres emberek
- Itt született Asbóth János (1845). június 7. – Videfalva, 1911. június 28.) író, politikus, az MTA rendes tagja.
- Itt született Victor Vlad Delamarina (1870. augusztus 31. - 1896. május 15.) román író és költő.
- Itt született Baich Mihály (1889. október 29. - 1955. március 17.) dendrológus, arborétumalapító, a "virágok bárója".